# Partido Democrático da Moldávia
Partido Democrático da Moldávia (em romeno: Partidul Democrat din Moldova; em russo: Демократическая партия Молдовы) é um partido de centro-esquerda na República da Moldávia. O partido foi criado em 1997  e é um membro associado do dos Socialistas Europeus (PES) e é um membro de pleno direito da Internacional Socialista.
Segundo o seu estatuto, o PDM alega que a Moldávia é um estado independente, soberano e democracia, baseado na lei e integrado na família unida das Democracias Européias.

## História
O partido foi criado em 08 de Fevereiro de 1997 como Movimento para uma Moldávia Democrática e Próspera (MMDP). Em data de 17 de Outubro de 1998, durante o Congresso, foi escolhida a liderança do partido e foi adotado o estatuto e programa político baseado nos princípios da democracia social. Nas eleições parlamentares de Março de 1998, o bloco eleitoral formado com base no Movimento – Bloco para uma Moldávia Democrática e Próspera – obteve mais de 18% dos votos e 24 assentos no Parlamento, respectivamente. que permitiu sua participação na governança, dentro da Aliança para Democracia e Reforma (ADR). De 1997 até o verão de 2009, o partido foi liderado por Dumitru Diacov, que, entre 1997-2001, ocupou a posição de Presidente do Parlamento. Em 1999, Ion Sturza, representante do MMDP, foi nomeado para a posição de Primeiro-ministro.

Em 15 de Abril de 2000, no Congresso do Movimento para uma Moldávia Democrática e Próspera foi mudado seu nome para Partido Democrático da Moldávia. Nas eleições parlamentares de Fevereiro de 2001, PDM obteve 79,757 votos (5.02%), mas não conseguiu ultrapassar o limiar eleitoral de 6%. Em 25 de Maio de 2003, nas eleições locais, o partido obteve mais de 8,3% dos votos e tomou uma boa posição no país.
Em 22 de Novembro de 2003, no Congresso, foram estabelecidos os novos objetivos do partido. Um dos principais documentos adotados no Congresso foi a nova edição do programa político, em que o partido declara um caráter imutável dos seus escopos e princípios. No Congresso, o Partido Democrático declarou a intenção de se tornar um membro de Internacional Socialista e a Resolução sobre as relações entre o Partido Democrático da Moldávia e movimento sindical foi adotada. Em 08 de Maio de 2004, em resposta às expectativas dos eleitores em relação ao fortalecimento das forças reformistas e democráticas, o Partido Democrático da Moldávia, a Aliança “Nossa Moldávia” e Partido Social e Liberal (PSL) estabeleceram o Bloco Democrático da Moldávia (BDM).
Após as eleições parlamentares realizadas em 06 de Março de 2005, o PDM obteve 8 assentos no parlamento, sendo o único partido que perdeu a eleição em 2001 e voltou no parlamento em 2005. Em Outubro de 2007, os parlamentares do PSL se uniram ao grupo parlamentar do PDM e o número de democratas aumentou para 11, assim, o PDM se tornou na época a terceira força política no Parlamento.
Após a fusão do PDM com o Partido Social-Liberal, que teve lugar no Congresso em 10 de Fevereiro de 2008, Dumitru Diacov foi reeleito presidente do partido, e o ex-líder do PSL, Oleg Serebrian, tornou-se o vice-presidente. O hino partidário do PDM tornou-se a “Ode à Alegria” de Beethoven, que simboliza o vetor pró-europeu do partido e sua adesão ao fluxo federalista europeu. Em 19 de Julho de 2009, Marian Lupu foi eleito presidente do partido no Congresso Extraordinário do PDM.
Em 05 de Abril de 2009 nas eleições parlamentares o Partido Democrática obteve apenas 2,97% dos votos e permaneceu fora do Parlamento.
Nas eleições de 29 de Julho de 2009, O PDM obteve 13 assentos e tornou-se num muito curto período de tempo um dos quatro componentes da Aliança para Integração Europeia (AIE) que obteve a maioria no Parlamento da República da Moldávia. Marian Lupu, candidata do PDM, foi delegadp como candidata da Aliança para Integração Europeia para o cargo de Presidente da República da Moldávia nas eleições de 10 de Novembro e 07 de Dezembro de 2009, mas não obteve votos suficientes.
Após as eleições parlamentares antecipadas de 28 de Novembro de 2010, o PDM ganhou 15 lugares no Parlamento e tornou-se um dos três componentes do AIE-2.
No início de 2013, após o caso ressonante na floresta “Padurea Domneasca”, a aliança entrou em colapso. Em Maio de 2013, o PDM (com 15 membros de partido), o Partido Liberal Democrático da Moldávia (31 membros de partido) e o Partido Reformista Liberal (7 membros de partido) estabeleceram a nova coalizão governamental – a Coalizão Pró-Europeia.
Após as eleições parlamentares de 30 de Novembro de 2014, o PDM obteve 15.8% e formou a Coalizão governista pró-europeia, tendo 19 deputados no Parlamento da República da Moldávia. Após as eleições, o PDM e o PLDM (23 deputados) criaram a coalizão governamental minoritária – a Aliança Política para uma Moldávia Europeia.
Desde 2009, o Partido Democrático é um membro pleno da Internacional Socialista. De 2010 a 2015, o PDM foi membro observador do Partido das Socialistas Europeus e, em Junho de 2015, o PDM tornou-se membro associado do Partido dos Socialistas Europeus.
Em 14 de Janeiro de 2016, o Sr. Pavel Filip, delegado pelo PDM e apoiado pela nova maioria parlamentar, tornou-se o novo candidato a cargo de primeiro-ministro.
O governo liderado por Sr. Pavel Filip foi votado e nomeado com os votos de 57 deputados: 20 deputados do PDM, 13 deputados do PL, 14 ex-deputados do Partido Comunista, 8 deputados do PLDM e 2 ex-deputados do PLDM.
O Congresso VIII foi convocado após as decisões adotadas na reunião do Conselho Político do PDM, realizada em 10 de Dezembro de 2016, quando o líder do partido, o Sr. Marian Lupu, anunciou sua renúncia ao cargo de presidente do PDM. A principal tarefa do Congresso VIII foi a eleição da nova liderança, adoção de novas mudanças no estatuto do partido e racionalização dos novos objetivos de modernização do partido. O homem de negócios, Sr. Vlad Plahotniuc, foi eleito para o cargo de presidente do PDM e obteve votos unânimes de apoio dos delegados no congresso. O Sr. Vlad Plahotniuc disse que se concentraria na modernização do partido político, para se tornar um partido que promova os interesses dos cidadãos e não os geopolíticos. Os delegados do congresso também elegeram o Sr. Pavel Filip como primeiro vice-presidente do PDM, votaram a lista do novo Conselho Político Nacional e adotaram a nova edição do Estatuto do Partido.
Segundo os organizadores, cerca de 1000 delegados de todos os distritos do país e convidados do exterior participaram no congresso.
Em 10 de Março de 2017, os 14 ex-deputados comunistas que formaram a “Plataforma Social-Democrata da Moldávia” (PSDM) juntaram-se à fração parlamentar do Partido Democrático da Moldávia. O líder da fração democrática, Sr. Marian Lupu, disse na conferência de imprensa que a decisão dos 14 deputados “é um passo que levará ao fortalecimento da maioria parlamentar”, assim, o PDM se torna o maior grupo político do Parlamento.
Nas eleições parlamentares de 2019, o PDM obteve 23.6% dos votos, ganhando 30 lugares no parlamento, tornando-se o segundo maior partido.

### Ideologia
A doutrina do PDM é baseada nos princípios da democracia social. Tem os seguintes valores fundamentais: Igualdade, para que todos os indivíduos possam realizar seu potencial em termos justos; Solidariedade, para que todas as pessoas tenham tudo o que precisam para um padrão de vida decente, e Liberdade, para que cada indivíduo possa construir seu próprio projeto de vida pessoal.

## Congresos do PDM
| Evento                                                                                              | Data do evento          | Decisões/resultados |
| --------------------------------------------------------------------------------------------------- | ----------------------- | --- |
| Congresso para constituição do Movimento Social-Político “PARA UMA MOLDÁVIA DEMOCRÁTICA E PRÓSPERA” | 08 de Fevereiro de 1997 | - Dumitru Diacov foi eleito como presidente; - o programa do movimento político-social “PARA UMA MOLDÁVIA DEMOCRÁTICA E PRÓSPERA” foi aprovado. |
| Congreso I do PmPDM                                                                                 | 17 de Outubro de 1998   | - Dumitru Diacov foi reeleito como presidente; - o órgão diretivo foi eleito; - lançamento do apelo para partidos e movimentos centristas para que se unam em uma organização política para o desenvolvimento do país. |
| Congreso II do PmPDM                                                                                | 15 de Abril de 2000     | - PmDPM foi reorganizado no Partido Democrático da Moldávia (PDM); - os órgãos diretivos foram eleitos; - foram aprovadas emendas ao Estatuto do Partido; - o Programa Político e Econômico do PDM foi votado; - Dumitru Diacov foi reeleito como presidente. |
| Congreso III do PDM                                                                                 | 22 de Novembro de 2003  | - mobilização dos recursos organizacionais e informativos do PDM para assegurar a passagem do limiar eleitoral; - foram adotadas emendas ao Estatuto do PDM. |
| Congreso IV do PDM                                                                                  | 03 de Julho de 2005     | - a composição da liderança do partido foi confirmada; - Dumitru Diacov foi reeleito como presidente. |
| Congreso V do PDM                                                                                   | 10 de Fevereiro de 2008 | - o Partido Social-Liberal fundiu-se com o Partido Democrático da Moldávia, mais conhecido como Partido Democrático da Moldávia; - fortalecimento do centro político da República da Moldávia no contexto dos preparativos para as eleições parlamentares de 2009;[38] - a nova liderança do partido foi eleita: Dumitru Diacov foi eleito como presidente do partido unido, Oleg Serebrian – o primeiro vice-presidente do PDM, Oazu Nantoi, Valentina Buliga, Igor Klipii, Valentina Stratan e Dumitru Ivanov foram eleitos vice-presidentes do PDM, Oleg Tulea, o líder da Organização da Juventude do Partido Democrático, foi nomeado Secretário Geral do Partido;                                                                          |
| Congresso Extraordinário VI do PDM                                                                  | 19 de Julho de 2009     | - foram introduzidas mudanças no Estatuto do Partido; - Marian Lupu foi eleito como presidente; - Dumitru Diacov foi eleito presidente honorário do partido; - Oleg Serebrian manteve sua posição de primeiro vice-presidente; - Valeriu Lazar (ex-Ministro da Economia e Comércio) foi eleito Secretário Geral; - como vice-presidentes, foram nomeados Igor Corman, Oleg Tulea, Oazu Nantoi, Valentina Stratan, Igor Klipii e Valentina Buliga; - Os membros do PCRM e PDS (das organizações distritais do PDS – Glodeni, Balti, Anenii Noi) aderiram ao PDM; - o líder do Movimento Social-Político “Nova Força”, Valeriu Plesca, anunciou que o Movimento apoiará o PDM nas eleições de 29 de Abril de 2009, mas ainda vai se juntar ao PDM. |
| Congreso VII do PDM                                                                                 | 16 de Junho de 2012     | - foram adotadas medidas para modernizar o PDM no contexto político existente e para escolher os novos órgãos governantes do partido; - Marian Lupu foi eleito como presidente; - Vladimir Plahotniuc foi eleito primeiro vice-presidente; - foram eleitos o Conselho Político Nacional do partido, a Comissão Nacional de Censores e a Comissão de Ética e Arbitragem; - foram aprovados os novos documentos estatutários do PDM, incluindo o Estatuto e Doutrina Política. |
| Congreso VIII do PDM                                                                                | 24 de Dezembro de 2016  | - o líder do partido, Marian Lupu, anunciou sua renúncia ao cargo de presidente do PDM; - Vlad Plahotniuc foi eleito presidente do PDM; - Pavel Filip foi eleito primeiro vice-presidente; - foi votada a lista do novo Conselho Nacional Político; - uma nova versão do Estatuto do Partido foi adotada. |
| Congreso IX do PDM                                                                                  | 7 de Setembro de 2019   | - Pavel Filip foi eleito presidente do PDM; - Alexandru Jizdan foi eleito secretário geral do PDM; - a Declaração Política e a Resolução do Congresso foram adotadas; - a lista do novo Conselho Político Nacional foi votada; - as emendas ao Estatuto do PDM foram aprovadas. |

## Logotipo
O logotipo do Partido Democrático da Moldávia é composto por três rosas crescendo a partir de um tronco, coroado com um semicírculo.

## Organização e equipe do PDM
O Conselho Político Nacional do PDM é o órgão governante do partido durante o período entre dois congressos. A reunião do Conselho Político Nacional é convocada pelo menos duas vezes por ano pelo Presidente do PDM ou ao pedido de pelo menos 1/3 dos membros do Conselho Político Nacional. O Conselho Político Nacional do PDM é eleito pelo Congresso para um mandato de quatro anos, sendo a composição numérica determinada pela decisão do Congresso do PDM. O Conselho Político é representativo dos membros de todos os distritos do país, o que garante que o poder de decisão dos membros do PDM seja valorizado e respeitado. O Conselho Executivo do PDM é o órgão executivo decisório do PDM, que coordena a atividade deste último durante o período entre as reuniões do Conselho Político Nacional. O Conselho Executivo é eleito para um mandato de quatro anos e é composto por 31 membros. O Escritório Permanente é o órgão que realiza uma análise operacional e uma síntese da atividade do partido durante o período entre as reuniões do Conselho Político Nacional e do Conselho Executivo e é convocado semanalmente ou quando necessário, ao pedido do Presidente do PDM. O Escritório Permanente do PDM reúne o Presidente, Primeiro Vice-Presidente, Presidente Honorário, Vice-Presidentes e Secretário Geral do PDM. Esta liderança é mandatada pelos membros do partido para analisar e decidir sobre as atividades políticas do dia-a-dia do PDM.
O PDM inclui a Organização das Mulheres, Juventude Democrática, Organização dos Idosos “Tesouro da Nação” e funcionários eleitos locais. A Organização das Mulheres é a organização partidária mais poderosa, ativa e representativa das mulheres na Moldávia.

## Número dos membros do partido
Número dos membros do partido: ~ 54,200 (07/2018)

## Liderança
- Pavel Filip – presidente em do PDM; Membro do Parlamento
- Dumitru Diacov – o presidente honorário do PDM; presidente da facção PDM no Parlamento
- Alexandru Jizdan - secretário geral do PDM; Membro do Parlamento

## Objetivos
O PDM visa alcançar os seguintes objectivos políticos, de acordo com os seus valores fundamentais e as necessidades de desenvolvimento sustentável da República da Moldávia:
1. Consolidação da ordem constitucional no estado, garantia do respeito dos direitos humanos políticos, econômicos e sociais, em conformidade com a Declaração Universal dos Direitos Humanos, Convenção Européia de Direitos Humanos e outros instrumentos jurídicos internacionais;
2. Construção e confirmação na República da Moldávia de uma nação civil de acordo com o princípio “nós somos todos os moldavos cidadãos da República da Moldávia”, respeitando o direito de todos os cidadãos à auto-identificação étnica;
3. Conclusão do processo de reintegração territorial da República da Moldávia através de decisões políticas, de forma pacífica;
4. Atribuição de um papel socialmente ativo ao estado, que através de instituições fortes deve se tornar uma força de equilíbrio na sociedade. O estado é quem deve cuidar para garantir o bem-estar público, para realizar as tarefas de interesse comum, para promover a justiça e a solidariedade na sociedade. Os atributos das instituições públicas fortes são boa governação, lei e transparência;
5. Reformação e modernização da administração pública local e central, cuja atividade deve estar alinhada com os interesses do país e orientada para atendimento do cidadão;
6. Implementação na República da Moldávia do conceito de um poderoso estado social que desempenha um papel fundamental na proteção contra riscos sociais, assegurando o bem-estar econômico e social de seus cidadãos, concentrando-se em educação, pesquisa, inovação, cultura e adesão aos valores nacionais;
7. Aplicação do direito dos cidadãos ao trabalho e do direito de construir seu próprio futuro em termos de segurança econômica e social. A este respeito, o PDM acredita que o estado é obrigado a investir no cidadão e garantir empregos bem remunerados e formação profissional contínua dos cidadãos;
8. Estabelecimento de um sistema justo de redistribuição de rendimentos (receitas) do estado destinados a assegurar condições de vida decentes para pessoas incapazes de trabalhar (crianças, pessoas idosas, pessoas com deficiência etc.). É necessário desenvolver e usar os recursos da sociedade para garantir direitos iguais, dar a todos a chance de criar seu próprio destino, reduzir as desigualdades econômicas, combater a pobreza e garantir a justiça social;
9. Desenvolvimento do conjunto ideal de programas para a proteção social dos grupos sociais vulneráveis, dando grande atenção ao desenvolvimento e promoção das políticas de inclusão social e emprego de pessoas com deficiência;
10. Estabelecimento de um sistema eficaz de saúde e educação, ao qual todos os cidadãos devem ter acesso, independentemente dos recursos financeiros disponíveis;
11. Diversificação e desenvolvimento de programas modernos de formação e adoção de jovens em conjunto com as políticas baseadas no conceito de envelhecimento ativo;
12. Garantir o direito à propriedade privada e assegurar uma concorrência livre e justa como base da economia de mercado, dignidade humana e segurança. A propriedade privada é uma expressão econômica de uma iniciativa livre do cidadão e um fator chave no progresso econômico geral, no bem-estar individual e coletivo;
13. Consolidação da democracia representativa para dar maior credibilidade às instituições e garantir aos cidadãos o direito à liberdade de expressão e participação nos processos de tomada de decisão;
14. Respeito pelos direitos humanos e liberdades fundamentais, pelo direito à identidade cultural, linguística, religiosa e étnica dos cidadãos da República da Moldávia. Nós procuramos combater e condenar qualquer tipo de extremismo, manifestações de racismo, chauvinismo, separatismo étnico ou territorial;
15. Assegurar a igualdade de oportunidades entre homens e mulheres, reconhecimento do papel das mulheres na família e na sociedade moldava, apoio e promoção da igualdade de género nas estruturas decisivas do partido e do estado;
16. Desenvolvimento de um sistema tributário equitativo destinado a garantir a segurança e ajudar a reduzir as tensões sociais, bem como facilitar o desenvolvimento econômico;
17. Aplicação de políticas econômicas voltadas ao crescimento econômico sustentável e uniforme em todo o país, com base na inovação, produtividade e competitividade, criando condições para gerar rendimentos (receitas) em orçamentos de todos os níveis suficientes para garantir a implementação de políticas sociais, bem como o bem-estar da população;
18. Desenvolvimento de uma economia mista competitiva, destinada a combinar um sistema privado dinâmico, um setor público eficaz e um sistema de serviços de qualidade à disposição dos cidadãos. Combinação de esforços desses setores, incluindo por aplicação do conceito de Parceria Público-Privada;
19. Implementação do princípio do desenvolvimento sustentável visando atender às necessidades atuais. Conservação do meio ambiente que é ameaçado pelas atividades humanas, riscos de mudança climática e perda de biodiversidade. O estado deve responder às necessidades atuais da sociedade de uma maneira que não afete negativamente o futuro das novas gerações;
20. Fortalecimento do estatuto constitucional de neutralidade permanente;
21. Promoção de uma política externa equilibrada destinada a assegurar a imagem e os interesses da República da Moldávia no contexto regional e mundial, integrando a República da Moldávia na União Europeia e desenvolvendo a cooperação com os países da CEI.

### Slogan do partido
O Partido Democrático da Moldávia aguarda com expectativa o futuro.

## Resultados de eleições

### Eleições parlamentares
| Year of elections | # Votes | % of votes | # Mandates | +/– |
| ----------------- | ------- | ---------- | ---------- | --- |
| 1998              | 294,691 | 18.16      | 21 / 101   |     |
| 2001              | 79,757  | 5.02       | 0 / 101    | 24  |
| 2005              | 444,377 | 28.53      | 8 / 101    | 8   |
| 2009 (Abril)      | 45,698  | 2.97       | 0 / 101    | 8   |
| 2009 (Julho)      | 198,268 | 12.54      | 13 / 101   | 13  |
| 2010              | 218,620 | 12.72      | 15 / 101   | 2   |
| 2014              | 252,489 | 15.80      | 19 / 101   | 4   |
| 2019              | 334,544 | 23.62      | 30 / 101   | 11  |

Nota: em 2005, o PDM participou nas eleições em conjunto com a Aliança “Nossa Moldávia”.
Nota: em 2018, o PDM forma a maior fração parlamentar do Parlamento da República da Moldávia, detendo 42 mandatos de deputados.

### Eleições locais

#### Conselhos Distritais e Municipais
| Anos das eleições | # Votos | % de votos | # Mandatos  |
| ----------------- | ------- | ---------- | ----------- |
| 2007              | 112,242 | 9.7        | 117 / 1 103 |
| 2011              | 212,504 | 15.4       | 226 / 1 120 |
| 2015              | 226,661 | 17.6       | 259 / 1 116 |
| 2019              | 177,811 | 16.53      | 238 / 1 108 |

Nota: em 2017, o número de representantes nas posições de liderança é de 31 pessoas (o presidente e o vice-presidente dos concelhos).

#### Conselhos municipais e das freguesias
| Anos das eleições | # Votos | % de votos | # Mandatos     |
| ----------------- | ------- | ---------- | -------------- |
| 2007              | 105,888 | 10.5       | 1 155 / 10 621 |
| 2011              | 209,284 | 18.8       | 2 663 / 10 630 |
| 2015              | 232,460 | 21,9       | 2 810 / 10 564 |

#### Prefeitos
| Anos das eleições | Prefeitos | % de votos | # Mandatos |
| ----------------- | --------- | ---------- | ---------- |
| 2007              | 74        | 8,2        | 74 / 895   |
| 2011              | 220       | 24.5       | 220 / 898  |
| 2015              | 287       | 32,0       | 287 / 898  |
| 2017              | 396       | 44,0       | 396 / 898  |
| 2019              | 261       | 29,0       | 261 / 898  |

## Filiação (qualidade de membros) internacional
O Partido Democrata é um membro consultivo da Internacional Socialista (desde 01 de Julho de 2008) e colabora com o Partido Socialista Europeu e com partidos de Orientação Social-Democrata e Social-Liberal dos outros países.
Em Junho de 2018, o Partido Democrático da Moldávia juntou-se ao Grupo social-democrata da Assembleia Parlamentar da Organização para a Segurança e Cooperação na Europa.